# Ljupko Petrović
Ljubomir "Ljupko" Petrović (Servisch: Љубомир Петровић Љупко) (Brusnica Velika, 15 mei 1947) is een Servisch gewezen voetballer en voetbaltrainer. Hij won als trainer in 1991 de Europacup I met Rode Ster Belgrado.

## Loopbaan
Petrović speelde twaalf jaar lang voor NK Osijek, van 1967 tot 1979. Hierna speelde hij in de Verenigde Staten indoor voetbal bij achtereenvolgend Buffalo Stallions (1979-1981), Kansas City Comets (1981-1982) en Phoenix Inferno (1982).
Petrović was van 1982 tot 1983 actief als jeugdtrainer bij NK Osijek, waarna hij als assistent-trainer bij Espanyol aan de slag ging. Hierna was hij van 1984 tot 1987 hoofdtrainer bij NK Osijek. In 1987 ging hij aan de slag bij Joegoslavië onder 18 en later bij de onder 21 van het land. Tegelijkertijd was hij actief als eindverantwoordelijke bij Spartak Subotica, waarmee hij promoveerde naar de Prva Liga. In het seizoen 1988/89 wist hij met Vojvodina het landskampioenschap te behalen. Hij was in 1990 kort actief bij FK Rad, waar hij Vladimir Jugović op huurbasis naartoe haalde. De speler keerde aan het einde van het seizoen terug naar Rode Ster, waarna Petrović dezelfde stap maakte.
Bij Rode Ster won Petrović zijn eerste internationale prijs. Met de club won hij in zijn eerste seizoen de Europacup I. In de finale werd Olympique Marseille na penalty's verslagen. Hij ging zodoende de boeken in als de enige Joegoslavische trainer die het toernooi wist te winnen. Aan het einde van het seizoen nam Petrović afscheid van de club omdat hij naar eigen zeggen de druk niet meer aan kon. Na dit grote succes was hij werkzaam bij achtereenvolgend het Spaanse Espanyol, het Uruguayaanse Peñarol en de Griekse ploegen PAOK Saloniki en Olympiakos Piraeus, alvorens hij in 1994 terugkeerde bij Rode Ster. Met de club werd hij in zijn eerste seizoen landskampioen en won hij de beker van Servië en Montenegro. Hierna nam hij het roer over bij het Oostenrijkse Grazer AK in het seizoen 1995/96.
In 1996 ging Petrović voor de tweede keer aan de slag bij Vojvodina, waar hij tot 1997 werkzaam was. Nadien vertrok hij naar Dubai om aan de slag te gaan bij Al-Ahli (nu Shabab Al-Ahli Club). Hierna werd hij trainer bij Shanghai Shenhua en leidde hij in het seizoen 2000/01 Levski Sofia naar het landskampioenschap, de tweede op rij. Hij keerde vervolgens terug naar China om Beijing Guoan te gaan coachen. Hier was hij van 2002 tot 2003 actief en won hij in 2003 de beker van China.
Petrović keerde in 2003 terug naar Bulgarije om Litex Lovetsj te gaan coachen. In 2004 won hij met de club de Bulgaarse voetbalbeker, nadat in de finale CSKA Sofia na strafschoppen werd verslagen. Na een jaar bij (wederom) Rode Ster keerde hij in 2005 terug bij Litex Lovetsj. Opnieuw werd de finale van de beker behaald, maar ditmaal bleek Levski Sofia te sterk. In maart 2008 was hij voor een maand werkzaam bij OFK Beograd, waarna hij in juli van datzelfde jaar bij NK Croatia Sesvete aan de slag ging. Hier werd hij de eerste Servische trainer van een Kroatische profclub sinds de Joegoslavische oorlogen. In december 2008 ging hij voor de derde keer aan de slag bij Vojvodina, maar hij nam na twee wedstrijden al ontslag vanwege tegenvallende resultaten. Na in het seizoen 2009/10 een pauze te hebben genomen, ging hij in het seizoen 2010/11 aan het werk bij NK Lokomotiva Zagreb.
Via Taraz FK, FC Akzhayik (Kazachstan) en APR FC (Rwanda) keerde Petrović in juli 2015 voor de tweede keer terug bij Litex Lovetsj. Na 3 wedstrijden vertrok hij begin augustus wegens 'familie-omstandigheden'. Begin december keerde hij terug bij de club nadat de trainerspositie vacant was. Desondanks was het opnieuw van korte duur doordat Litex uit de competitie werd gehaald door de Bulgaarse voetbalbond nadat hij en zijn elftal het veld hadden verlaten tijdens de beladen derby tegen Levski Sofia op 12 december. In mei 2016 werd hij aangesteld als nieuwe trainer van Levski Sofia. Hij verliet de club op 22 oktober 2016.
In december 2016 ging hij aan de slag bij het Vietnamese FLC Thanh Hóa, waar hij de eerste buitenlandse trainer werd sinds de oprichting van de club in 2009. Hij loodste de club in zijn eerste seizoen naar een tweede plaats, de hoogste eindklassering in de clubgeschiedenis. Thanh Hóa had weliswaar een beter doelsaldo dan kampioen Quảng Nam, maar in de Vietnamese competitie wordt bij een gelijk aantal punten gekeken naar onderling resultaat. Een dag na afloop van het seizoen nam Petrović afscheid van Thanh Hóa en het Vietnamese voetbal.
In december 2018 werd Petrović gepresenteerd als consultant bij CSKA Sofia, dat hoopte met zijn hulp zo snel mogelijk de eerste landstitel sinds 2008 binnen te slepen. Op 21 juli 2019 stelde de club hem officieel aan als hoofdtrainer. Hij verving Dobromir Mitov, die zichzelf gedegradeerd zag worden tot assistent. Nadat CSKA in de eerste elf competitieduels slechts vijfmaal won en er tevens niet in slaagde door te dringen tot de groepsfase van de Europa League, nam Petrović ontslag.
In december 2020 keerde Petrović terug bij het Vietnamese Thanh Hóa FC, waar hij twee seizoenen werkzaam was. Op 16 maart 2023 werd hij voor de vierde maal hoofdtrainer bij Litex Lovetsj, nadat hij eerder al bij de club werkzaam was als consultant. De Serviër werd op dat moment de op een na oudste actieve coach ter wereld, na Mircea Lucescu (Dinamo Kiev).